# Бјалинички рејон
Бјалинички рејон (блр. Бялыніцкі раён; рус. Белы́ничский райо́н) је административна јединица другог нивоа на западу Могиљовске области у Републици Белорусији. 
Административни центар рејона је варошица Бјалиничи.

## Географија
Бјалинички рејон обухвата територију површине 1.419,52 км² и на 9. је месту по величини у Могиљовској области. Граничи се са Кругљанским, Шкловским, Могиљовским и Кличавским рејонима Могиљовске области на југу, истоку и северу те са Крупским и Беразинским рејонима Минске области на западу.
Рејон је смештен у подручју ниске Средњоберезинске и Оршанско-Могиљовске низије са просечним надморским висинама између 160 и 180 метара. Од севера ка југу рејон се протеже дужином од 48 км, а од запада ка истоку 51 км. 
Најважнији хидролошки објекти на подручју овог рејона су реке Друт, Клева и Лохва. Око 1.327 ha територије рејона чине водене површине (мочваре чине укупно 7,2% површине). 
Под шумама је око 58 хиљада хектара.

## Историја
Рејон је основан 17. јула 1924. године. 

## Демографија
Према резултатима пописа из 2009. на том подручју стално је било насељено 21.839 становника или у просеку 15,38 ст/км².
Основу популације чине Белоруси (95,37%), Руси (3,28%) и остали (1,35%).
Административно рејон је подељен на подручје варошице Бјалиничи, која је уједно и административни центар рејона, и на још 7 сеоских општина. На целој територији рејона постоји укупно 199 насељених места. 

## Саобраћај
Преко територије рејона пролази железничка траса Асиповичи—Могиљов и друмски правци Минск—Могиљов и Бјалиничи—Шклов.